# Sauyr Zhotasy
Sauyr Zhotasy, también conocido como Muz Tau, es el punto más alto de la cordillera de Saur, parte del Tien Shan, en la frontera entre Kazajistán y China. Se encuentra a 100 kilómetros al sureste del lago Zaysan. A pesar de su baja altitud, está bien separado de una cordillera más alta en su área, y por lo tanto altamente clasificado por su prominencia topográfica (68.º del mundo). No hay subidas registradas o que hayan salido a la luz y es potencialmente uno de los picos más prominentes no escalados.